# Spear Glacier
Spear Glacier är en glaciär i Antarktis. Den ligger i Västantarktis. Argentina, Chile och Storbritannien gör anspråk på området. Spear Glacier ligger 1 248 meter över havet.
Terrängen runt Spear Glacier är platt västerut, men österut är den kuperad. Spear Glacier ligger uppe på en höjd. Trakten är obefolkad. Det finns inga samhällen i närheten.